# Homónoia (concepto griego)

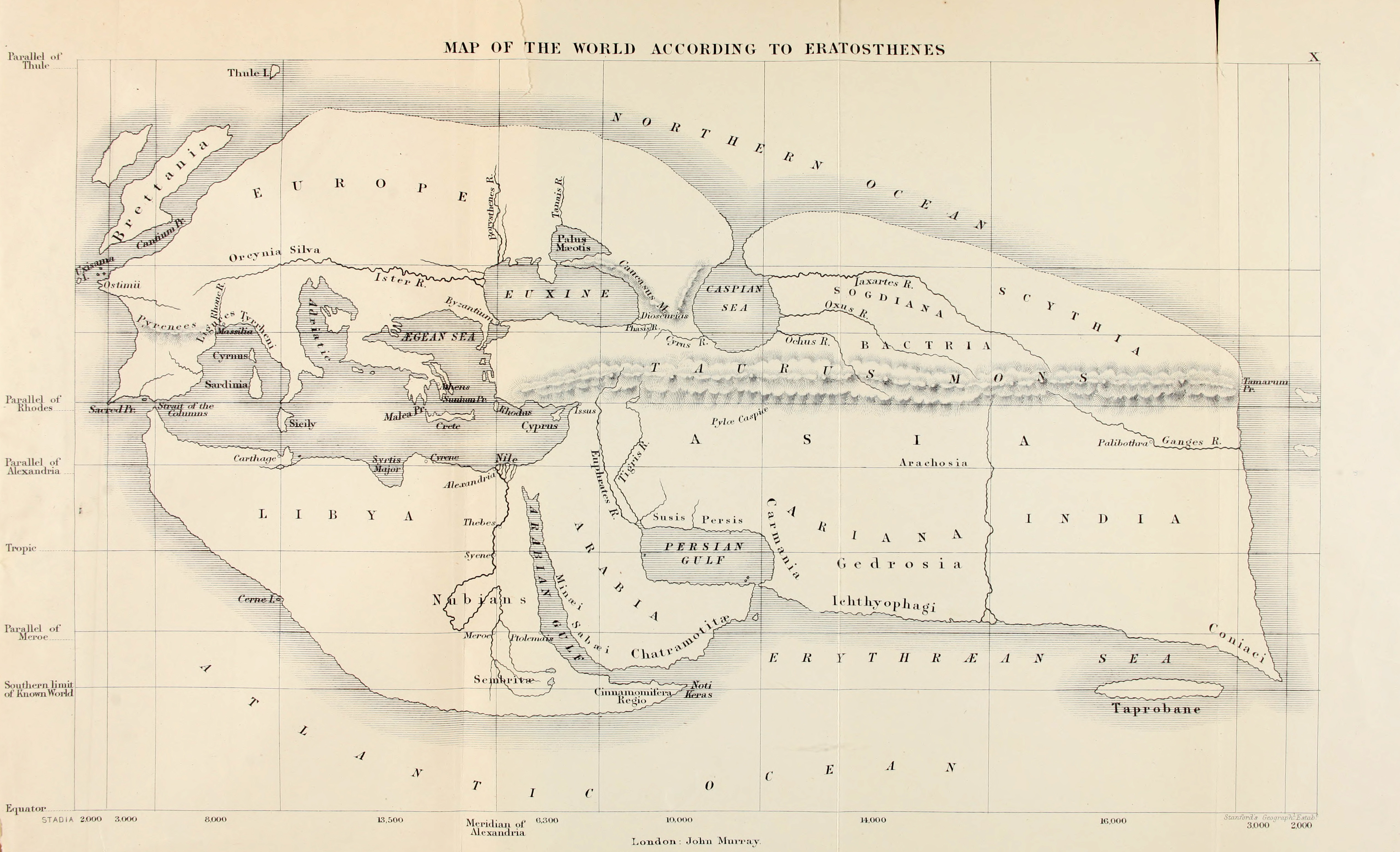
Mapa de Eratóstenes del mundo helenístico donde Alejandro Magno intentó gobernar su Imperio a través del concepto de homónoia.

Homónoia (en griego antiguo: Ὁμόνοια, homónoia, literalmente: "unidad de mente"; en latín, el concepto equivalente sería concordia) es el concepto de orden y unidad, "ser de una sola mente", "tener un corazón concorde" o "unión de corazones".
El concepto fue utilizado por los griegos por primera vez a finales del siglo V a. C., fundamentalmente para crear una concordia o unanimidad en la política de las póleis de la Grecia clásica y evitar la stásis. Se generalizó su uso cuando Alejandro Magno adoptó sus principios para gobernar su Imperio.

## Interpretación

### Grecia clásica
Homónoia era un concepto griego antiguo que tradicionalmente no se aplicaba más allá de su propia cultura. Los griegos vieron a la homónoia como una ausencia de luchas entre facciones en sus ciudades-estado. Los griegos veían las culturas diferentes a la suya, como 'bárbaras'. Aristóteles le dijo una vez a su alumno, un joven Alejandro Magno: "Trata a los griegos como amigos, pero [a los no griegos] como animales".
Este ideal también sirvió para el logro de la unión entre ciudades griegas contra los bárbaros y fue tan poderoso que desde el siglo IV a. C., se personificó en una diosa, Homónoia, para el culto panhelénico de la "Homonoia de los helenos" en Platea, Olimpia y en otros lugares.
Fue Isócrates (436–338 a. C.) el primero que miró más allá del pueblo griego. Aunque no sostuvo que los salvajes del mundo no griego pudieran estar a la par del superior pueblo griego, sí creía que podrían convertirse en griegos, ser "juntos, de una única mente". Afirmaba que "lo griego" podría convertirse en una cuestión de educación, no por diferente naturaleza.
Durante el tiempo que pasó Isócrates en la corte de Felipe II de Macedonia, pudo enseñar este concepto a personas influyente. Felipe estimó en gran parte el concepto, pero también lo veía como un método reservado para los griegos. Lo usó como fuerza impulsora ideológica para la creación de la Liga Corintia, una alianza para unir a los Estados griegos, en guerra contra el Imperio persa. Después del asesinato de Felipe, su hijo Alejandro Magno se convirtió en rey de Macedonia y él mismo se convirtió en ferviente partidario de la homónoia.

### Alejandro Magno
Aunque su tutor, Aristóteles, veía a los no griegos como bárbaros animales, Alejandro ignoró la visión de su maestro y amplió el concepto de homónoia. Con un Imperio que cubría la mayor parte del mundo conocido, Alejandro buscó gobernar a sus súbditos, ya fueran griegos, persas o egipcios, bajo el concepto de homónoia.
Durante el corto tiempo que gobernó su vasto Imperio, trató de adoptar las costumbres de las culturas que conquistó, como la vestimenta persa y las costumbres de su corte, en particular la costumbre de la proskinesis, ya sea por un beso simbólico de la mano o por la postración en el suelo, que los persas hacían ante sus superiores de mayor rango.
Patrocinó el casamiento de los oficiales de su ejército con esposas persas en un esfuerzo por crear aún más un sentido de unicidad en su nuevo Imperio. A través de sus políticas, quería crear un nuevo imperio greco-oriental, distinto del más tradicional sistema de una pequeña clase dominante de conquistadores que gobernaban a los recientemente vencidos. Colocó a los antiguo sátrapas persas como gobernadores, pero confió a los macedonios la gestión de los impuestos y finanzas. Después de su muerte, la mayoría de sus reformas sobrevivieron incluso cuando el Imperio se fragmentó en diferentes estados.

### En el Oriente romanizado
La homónoia se extendió bajo el dominio romano en el Oriente, altamente urbanizado, como un mecanismo simbólico para afrontar las diferentes tensiones que se pudieran producir dentro de las ciudades y también para tratar de vincular las ciudades-estado orientales que, a veces, adoptaban políticas intensamente individualistas.
El templo de Homónoia en Afrodisia, en Caria, aparece como escenario de la boda de Calírroe y Dioniso en la novela del siglo I, Aventuras de Quéreas y Calírroe de Caritón de Afrodisias. Este templo está representado en  monedaa acuñadas en Afrodisia mostrando la estatua de Afrodita, venerada en la ciudad, junto con otras ciudades, bajo el lema homónoia, que según Douglas Edwards: 'Las deidades en las emisiones de monedas servían como símbolos que mediaban el poder entre las alianzas regionales, reforzaban el prestigio de la realeza divina en las actividades humanas y proporcionaban el pegamento que unía las esferas políticas y cósmicas'. En el siglo I, el retórico griego Dión Crisóstomo buscaba en uno de sus Discursos establecer la homónoia entre dos ciudades, Nicea y Nicópolis, donde cada una reclamaba el título de ser 'primera ciudad'.